# 帕瓦街猶太會堂

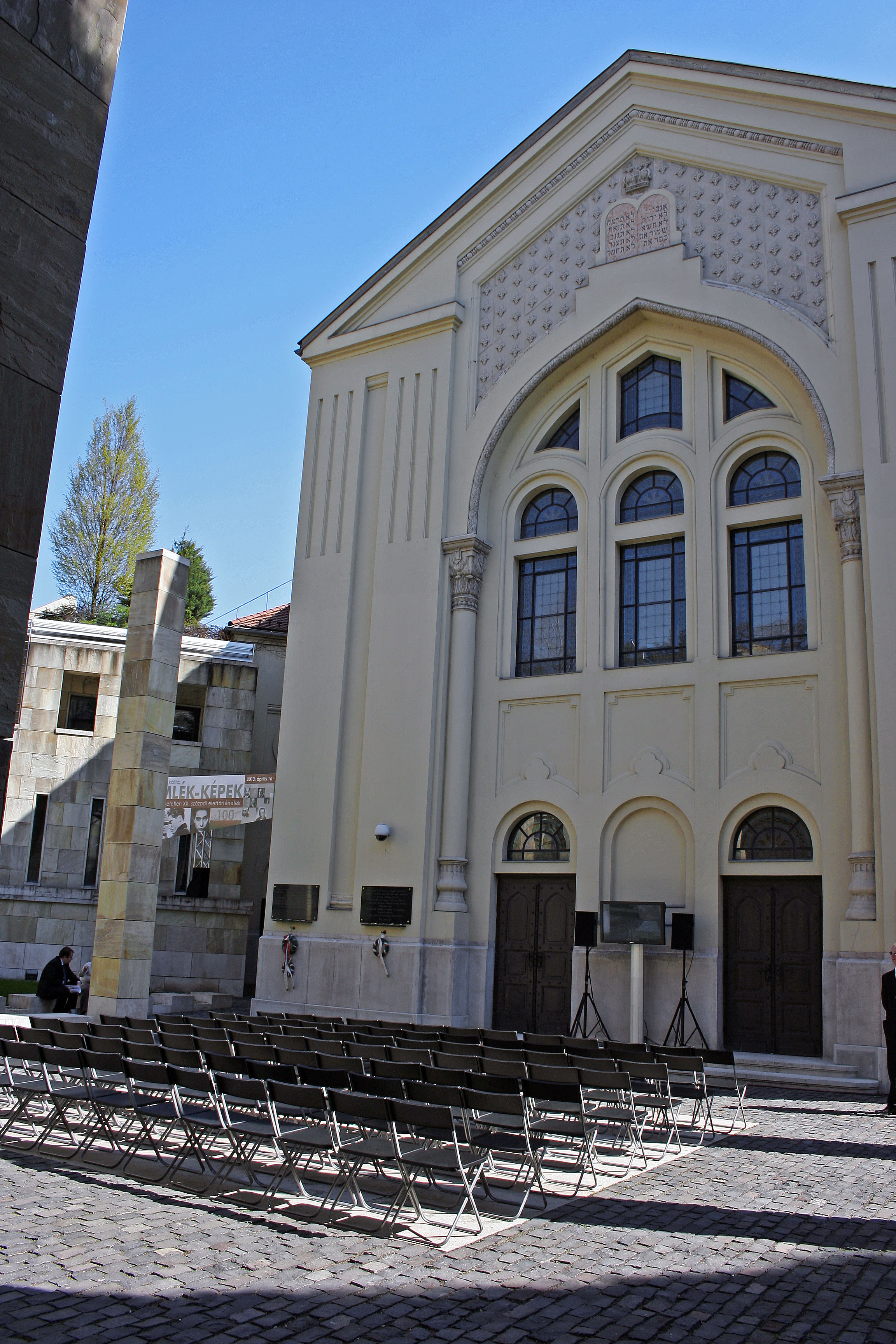

帕瓦街猶太會堂（Páva Street Synagogue）是匈牙利首都布達佩斯的一座大規模猶太會堂，設計者是Lipót Baumhorn。這座建築修建於20世紀前期，現在是大屠殺紀念中心和布達佩斯猶太會堂的所在地。